# Битва при Сачиле
Битва при Сачиле (фр. Bataille de Sacile) — сражение между войсками Австрийской империи с одной стороны и армией Французской империи и Королевства Италии с другой. Она стала первой битвой войны Пятой коалиции.
В апреле 1809 года принц Евгений Богарне, столкнувшись с угрозой, исходящей от войск эрцгерцога австрийского Иоганна, разместил свои войска во Фриули и Венеции. 3-я дивизия, возглавляемая генералом Гренье, базировалась, в частности, в Сачиле. Сачиле (итал. Sacile) — небольшой город в Фриули-Венеция-Джулия, на дороге из Удине в Верону. 
9 апреля 1809 года посланника Франции известили о том, что Австрия объявила войну Франции. Рано утром 10 апреля основные силы австрийцев пересекли границу Италии. Столкнувшись с быстрым наступлением австрийцев, франко-итальянские войска отступили за реку Тальяменто, а затем за Ливенцу. 14 апреля Богарне организовал оборону на этой линии и, в частности, проинспектировал Сачиле, где он решил построить новые мосты, чтобы облегчить контратаку.
16 апреля Богарне приказывает вопреки совету своего штаба удерживать Сачиле, хотя и в меньшинстве (36 000 человек против 40 000 австрийцев). Бои с целью задержать наступление противника, при Порденоне, при Оспедалетто (Хемона-дель-Фриули) шли в течение пяти часов. К вечеру в тяжелых боях французы были отброшены к Сачиле. После ожесточенной схватки, в которой ни одна из сторон не проявила особого военного искусства, австрийский фланговый манёвр у Фонтанафредды вынудил Евгения Богарне отступить. Австрийцы, таким образом, остались победителями.
Баланс битвы при Сачиле составляет 3000 убитых и 3500 раненых. Потеряно 15 орудий. Почти столько же, с австрийской стороны 3600 убитых или раненых и 500 пленных.
Иоганн не стал преследовать и 17 апреля дал своим войскам возможность отдохнуть на поле боя. Однако проливные дожди сделали преследование возможным только 19 апреля. В итоге победа не была использована. 